# Luo-jang

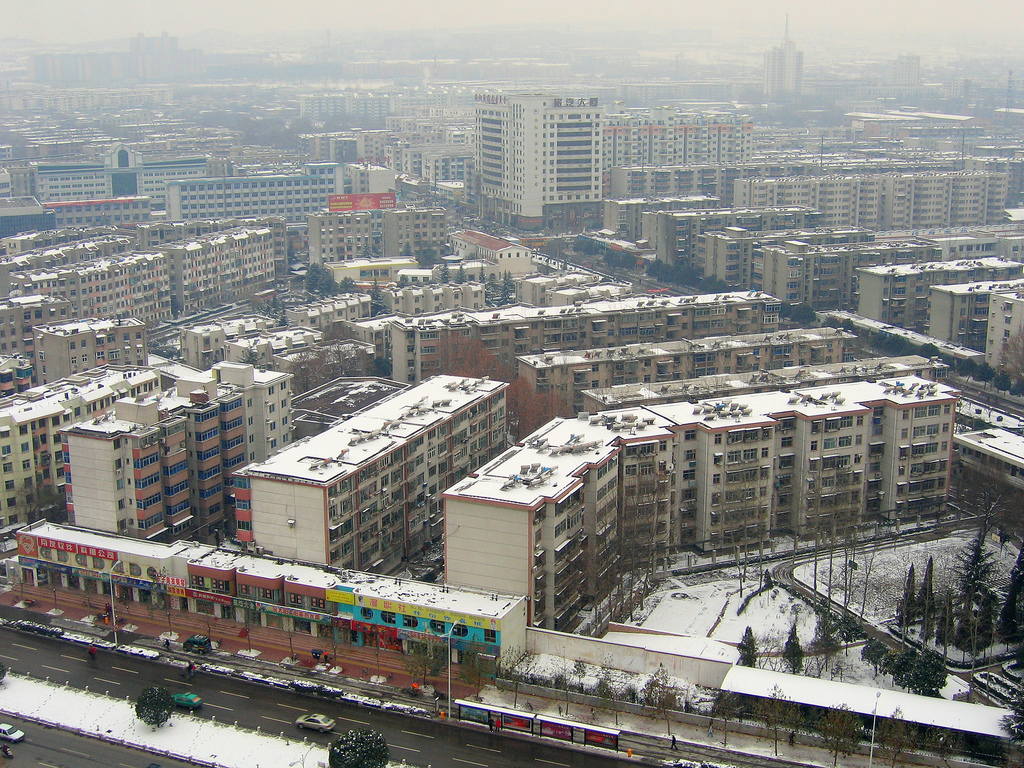
Luo-jang

Luo-jang (čínsky pchin-jinem Luòyáng, znaky zjednodušené 洛阳, tradiční 洛陽) je městská prefektura v západní části čínské provincie Che-nan, má sedm miliónů obyvatel.
Areál města je osídlen už od neolitických dob. Od roku 2070 př. n. l. se na místě Luo-jangu nebo v jeho bezprostředním okolí rozkládaly metropole států Sia, Čou, Východní Chan, Wej, Ťin, Tchang a některých států období Pěti dynastií. V sungském období byl Luo-jang jednou z vedlejších metropolí, poté ztratil dřívější význam a stal se městem regionálního významu.

## Správní členění
Městská prefektura Luo-jang se člení na čtrnáct celků okresní úrovně, a sice sedm městských obvodů a sedm okresů.
| 2 3 1 4 Luo-lung Meng-ťin Jen-š’ okres · Sin-an okres · Luan-čchuan okres · Sung okres · Žu-jang okres · I-jang okres · Luo-ning okres · I-čchuan 1. Čchan-che 2. Lao-čcheng 3. Si-kung 4. Ťien-si |            |                       |             |                                         |
| Název | Název      | Počet obyvatel (2018) | Rozloha km² | Hustota zalidnění (obyv. na km²) (2018) |
| český přepis | znaky      | Počet obyvatel (2018) | Rozloha km² | Hustota zalidnění (obyv. na km²) (2018) |
| Městské obvody |            |                       |             |                                         |
| Čchan-che (chuejský) | 瀍河回族区 | 222 833               | 32          | 7 038                                   |
| Lao-čcheng | 老城区     | 252 165               | 50          | 4 993                                   |
| Luo-lung | 洛龙区     | 918 358               | 517         | 1 776                                   |
| Si-kung | 西工区     | 369 165               | 55          | 6 704                                   |
| Ťien-si | 涧西区     | 718 807               | 145         | 4 961                                   |
| Jen-š’ | 偃师市     | 545 632               | 667         | 818                                     |
| Meng-ťin | 孟津市     | 416 845               | 734         | 568                                     |
| Okresy |            |                       |             |                                         |
| I-čchuan | 伊川县     | 792 841               | 1 059       | 749                                     |
| I-jang | 宜阳县     | 576 104               | 1 618       | 356                                     |
| Luan-čchuan | 栾川县     | 327 121               | 2 476       | 132                                     |
| Luo-ning | 洛宁县     | 386 124               | 2 304       | 168                                     |
| Sin-an | 新安县     | 483 375               | 1 165       | 415                                     |
| Sung | 嵩县       | 543 417               | 3 006       | 181                                     |
| Žu-jang | 汝阳县     | 434 770               | 1 329       | 327                                     |
| |            |                       |             |                                         |
| Celkem | Celkem     | 7 056 699             | 15 235      | 463                                     |

## Partnerská města
- Okajama, od 6. dubna 1981
- Tours, od 6. dubna 1981
- Buyeo, od 13. srpna 1996
- La Crosse, (Wisconsin)
- Plovdiv
- Toljatti, od dubna 2000